# Christian Crétier
Christian Crétier (ur. 1974 w Bourg-Saint-Maurice) – francuski narciarz, specjalista narciarstwa dowolnego. Nigdy nie startował na mistrzostwach świata ani na igrzyskach olimpijskich. Najlepsze wyniki w Pucharze Świata osiągnął w sezonie 2004/2005, kiedy to zajął 25. miejsce w klasyfikacji generalnej, a w klasyfikacji skicrossu był siódmy.

## Sukcesy

### Puchar Świata

#### Miejsca w klasyfikacji generalnej
- 2001/2002 – 79.
- 2002/2003 – 29.
- 2003/2004 – 69.
- 2004/2005 – 25.
- 2005/2006 – 77.
- 2006/2007 – 137.
- 2008/2009 – 138.

#### Miejsca na podium
1. Grindelwald – 5 marca 2005 (Skicross) – 1. miejsce